# Bryum ellipticifolium
Bryum ellipticifolium är en bladmossart som beskrevs av Ugo Brizi 1893. Bryum ellipticifolium ingår i släktet bryummossor, och familjen Bryaceae. Inga underarter finns listade i Catalogue of Life.